# Hildebrand (Schiff)
Die Hildebrand war das fünfte Schiff der Siegfried-Klasse, einer Klasse von acht Küstenpanzerschiffen der deutschen Kaiserlichen Marine. Die Hildebrand, bis 1899 als Panzerschiff IV. Klasse klassifiziert, wurde vor und im Ersten Weltkrieg eingesetzt.

## Bau

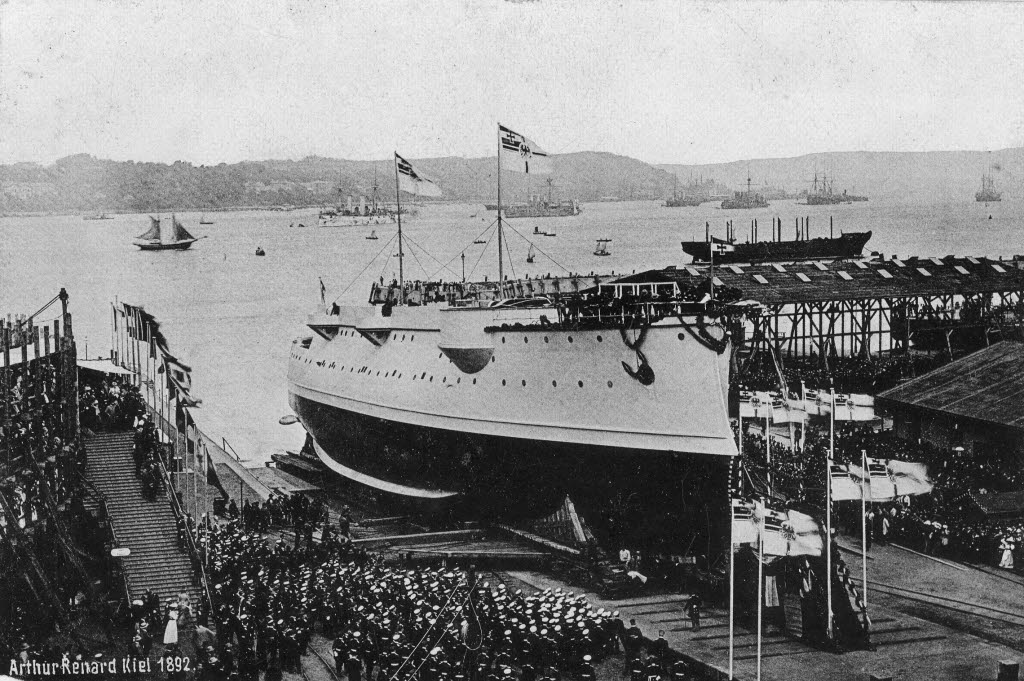
Stapellauf der Hildebrand

Mit dem Bau des Panzerschiffs IV. Klasse „R“ wurde am 9. Dezember 1890 auf der Kaiserlichen Werft Kiel begonnen. Der Stapellauf fand am 6. August 1892 statt. Dabei taufte der Chef der Marinestation der Ostsee, Vizeadmiral Eduard Knorr, das Schiff auf den Namen eines Helden aus der germanischen Sagenwelt. Die Fertigstellung des Neubaus, der über Einrichtungen für einen Divisionsstab verfügte und für die Nutzung als Division- oder Geschwaderflaggschiff vorgesehen war, dauerte bis zum Oktober 1893.

## Einsatz

### Friedenszeit

#### 1893 bis 1900
Am 28. Oktober 1893 konnte die Hildebrand erstmals in Dienst gestellt werden, um Probefahrten durchzuführen. Vom 13. bis zum 16. Dezember wurde das Schiff kurzfristig als Wachtschiff in Kiel eingesetzt. Aufgrund von Kesselleckagen mussten die Probefahrten am 6. April 1894 abgebrochen werden und das Schiff zur Reparatur in die Werft gehen.
Die Hildebrand konnte am 1. August wieder in Dienst gestellt werden. Das Schiff wurde vier Tage später als Flaggschiff der Reserve-Division der Nordsee zugeteilt. Das Kommando über die Reserve-Division übernahm Konteradmiral Iwan Friedrich Julius Oldekop, der Inspekteur der II. Marine-Inspektion. Zum Verband gehörten neben der Hildebrand deren Schwesterschiffe Beowulf und Frithjof. Nach Übungen der Reserve-Division traten die drei Panzerschiffe als 4. Division zum II. Geschwader, das am 19. August unter Konteradmiral August Thomsen für die Dauer der Herbstmanöver gebildet worden war. Flaggschiff des Geschwaders war die Stein. Nach dem Abschluss der Manöver am 21. September führte die Hildebrand bis zum 24. Oktober in der Ostsee die noch ausstehenden Probefahrten durch. Am 27. Oktober übernahm das Schiff in Wilhelmshaven wieder die Funktion des Stammschiffs der Reserve-Division der Nordsee.
In der ersten Hälfte des Jahres 1895 erfolgten mehrere Einzelfahrten und Schießübungen, was zum üblichen Dienst eines aktiven Schiffes gehörte. Für die am 21. Juni stattfindende Einweihungsfeier des Kaiser-Wilhelm-Kanals wurde ein II. Geschwader unter Konteradmiral Otto von Diederichs gebildet, in dem die Küstenpanzerschiffe Hildebrand, Hagen, Heimdall und Frithjof eine Division bildeten. Die Hildebrand übernahm vom 11. bis 25. Juni wieder die Funktion des Divisionsflaggschiffs, Konteradmiral Oldekop wurde erneut Divisionschef. Am 1. August wurde die aus Siegfried, Beowulf, Frithjof und der wiederum als Flaggschiff fungierenden Hildebrand bestehende Panzerschiffsreservedivision gebildet. Diese gehörte während der Herbstmanöver als 4. Division ab dem 19. August zum II. Geschwader unter Konteradmiral von Diederichs. Divisionschef war weiterhin Konteradmiral Oldekop. Nach dem Ende der Manöver am 15. September löste die Beowulf die Hildebrand als Stammschiff der Reserve-Division der Nordsee ab. Die Hildebrand wurde am 27. September in Wilhelmshaven außer Dienst gestellt, gehörte aber als Beischiff weiterhin der Reserve-Division an.
Die nächste Indienststellung erfolgte am 1. August 1896. Für die Herbstmanöver wurde am 9. August die 4. Division des II. Geschwaders aus den Küstenpanzerschiffen Siegfried, Beowulf, Frithjof und der als Divisionsflaggschiff dienenden Hildebrand gebildet. Divisionschef wurde der Inspekteur der II. Marine-Inspektion, Kapitän zur See Walther Koch. Nach dem Ende der Manöver wurde die Division am 15. September wieder aufgelöst und die Hildebrand am 22. September wieder außer Dienst gestellt.
Auch für die Herbstmanöver des Jahres 1897 wurde die Hildebrand wieder aktiviert. Diesmal bestand das II. Geschwader erstmals nur aus Schiffen der Siegfried-Klasse. Die Hildebrand diente dabei sowohl als Divisions- als auch als Geschwaderflaggschiff. Das Schiff wurde am 3. August in Dienst gestellt und bildete gemeinsam mit der Siegfried und der Beowulf die 3. Division. Am 8. August trat in Kiel auch die 4. Division, die aus Frithjof, Heimdall und der als Divisionsflaggschiff fahrenden Hagen bestand, zum Geschwader. Chef der 3. Division und damit zugleich Geschwaderchef wurde der Inspekteur der II. Marine-Inspektion, Konteradmiral Paul Hoffmann, Chef des Stabes war Korvettenkapitän Hermann Jacobsen, Flaggleutnant Hugo Louran. Die Manöver begannen am 15. August in der Danziger Bucht und endeten am 21. September in Wilhelmshaven. Die Hildebrand wurde neun Tage später wieder außer Dienst gestellt. Für die Herbstmanöver des Folgejahres wurde das Schiff nicht herangezogen.
Am 26. Juli 1899 wurde die Hildebrand wieder in Dienst gestellt. Ab dem 1. August diente sie wieder als Flaggschiff des II. Geschwaders unter Konteradmiral Hoffmann, das erneut für die Herbstmanöver gebildet wurde. Das Geschwader bestand aus der 3. Division (Hildebrand, Siegfried und Beowulf) und den die 4. Division bildenden Ägir, Odin und Frithjof. Chef des Stabes des Geschwaders war Korvettenkapitän Max Grapow, die 4. Division stand unter dem Kommando von Konteradmiral Conrad von Bodenhausen. Die eigentlichen Manöver erstreckten sich auf den Zeitraum vom 16. August bis zum 16. September. Am 22. September wurde die Hildebrand wieder außer Dienst gestellt.
Im Jahr 1900 begann die aktive Zeit für das Schiff bereits am 26. März. Die Hildebrand trat als zweites Stammschiff zur inzwischen umbenannten Reserve-Küstenpanzerschiffdivision der Nordsee. In dieser Funktion löste sie die Beowulf ab. Ab dem 31. März wurden Ausbildungsfahrten unternommen. Im Mai erfolgte eine Fahrt gemeinsam mit der Frithjof, bei der Gudvangen und Bergen angelaufen wurden. Für die Herbstmanöver wurde wiederum ein aus Hildebrand, Siegfried und Frithjof (3. Division) sowie Ägir, Odin und Heimdall (4. Division) bestehendes II. Geschwader gebildet. Dessen Chef wurde am 30. Juli Konteradmiral Volkmar von Arnim, Chef des Stabes war zunächst Kapitänleutnant Richard Eckermann, den jedoch Anfang August Korvettenkapitän Karl Dick ablöste. Chef der 4. Division wurde erneut Konteradmiral Freiherr von Bodenhausen. Nach zunächst durchgeführten Verbandsübungen folgten vom 15. August bis zum 15. September die Manöver der Flotte. Das II. Geschwader wurde am 22. September wieder aufgelöst, die Hildebrand am 2. Oktober in Danzig außer Dienst gestellt. Gleichzeitig änderte sich die Zugehörigkeit des Schiffs zur Reserve-Küstenpanzerschiffdivision der Ostsee.

#### Umbau
Von Mai 1899 bis Oktober 1900 hatte die Kaiserliche Werft Danzig einen umfangreichen Umbau der Hagen vorgenommen. Da die anschließenden Probefahrten des Schiffs positive Ergebnisse brachten, wurden die anderen Einheiten der Siegfried-Klasse in den Folgejahren ebenfalls entsprechend umgebaut. Die Kaiserliche Werft Danzig begann im Frühjahr 1901 mit den Arbeiten an der Hildebrand. Am 16. Juni konnte der mittig auseinandergeschnittene Rumpf auseinandergezogen und in der Folgezeit um eine 8,4 m lange Sektion verlängert werden. Dies war bis Ende des Jahres 1901 weitgehend abgeschlossen. Weiterhin wurde die Kesselanlage ausgetauscht und acht neue Marinekessel, eine Wasserrohrkessel-Eigenkonstruktion der Kaiserlichen Marine, eingebaut. Durch die Erhöhung der Kesselzahl erhielt das Schiff auch einen zweiten Schornstein, wodurch sich sein Aussehen im Verbund mit der größeren Gesamtlänge deutlich änderte. Darüber hinaus wurden Teile der ursprünglich verwendeten Panzerung aus Verbundstahl auf Teakholz durch eine solche aus Nickelstahl der Firma Krupp ersetzt. Außerdem wurden drei der vier vorhandenen Torpedorohre durch solche mit 45 cm Durchmesser ersetzt, die Zahl der 8,8-cm-L/30-Schnelladekanonen auf zehn erhöht und die sechs 3,7-cm-Maschinenkanonen dafür entfernt.

#### 1902 bis 1909
Am 1. Juli 1902 fand die erste Indienststellung der Hildebrand nach ihrem Umbau statt. Das Schiff ersetzte die am Vortag außer Dienst gestellt Ägir, die ebenfalls zum Umbau an die Werft ging, als Stammschiff der Reserve-Division der Ostsee. Am 30. Juli trat die Hildebrand als Flaggschiff des Zweiten Admirals, dem Inspekteur der Marineartillerie Konteradmiral Carl Galster, zum für die Herbstmanöver formierten II. Geschwader unter Konteradmiral Curt von Prittwitz und Gaffron. Als Flaggschiff des Verbandes diente die Baden. Die am 17. August in der Ostsee begonnenen Manöver wurden später in der Nordsee fortgesetzt. Ein schwerer Sturm zwang am 17. September zum Abbruch der letzten Übungen. Das Manöver wurde am Folgetag offiziell beendet, das II. Geschwader am 21. September wieder aufgelöst. Die Hildebrand unternahm in den folgenden Monaten mehrere Übungsfahrten in der Ostsee und besuchte dabei unter anderem Helsingborg. Für die Herbstmanöver des Jahres 1903 wurde am 4. Juli letztmals ein vorübergehend bestehendes II. Geschwader unter Konteradmiral Ernst Fritze gebildet. Geschwaderflaggschiff war erneut die Baden. Die Hildebrand wurde am 30. Juli Flaggschiff des Zweiten Admirals, des in der Konstruktionsabteilung des Reichsmarineamtes tätigen Konteradmirals Rudolf von Eickstedt. Neben verschiedenen Aufklärungs- und Blockadeübungen fand ab dem 31. August von Wilhelmshaven aus eine Dauerfahrt in norwegische Gewässer statt, die am 5. September ohne dem Anlaufen von Zwischenhäfen in Kiel endete. Nach dem Ende der Manöver am 12. September wurde das Geschwader wieder aufgelöst.
Entsprechend einer Allerhöchsten Kabinettsorder vom 29. Juni wurde im Herbst 1903 die aus zwei dauerhaft aktiven Geschwadern zu jeweils acht Schiffen sowie dem Verband der Aufklärungsschiffe bestehende Aktive Schlachtflotte gebildet. 1907 wurde sie in Hochseeflotte umbenannt. Für das bis in den August 1917 durchgängig bestehende II. Geschwader wurden die Reserve-Divisionen der Nord- und Ostsee aufgelöst, deren Stammschiffe am 22. September das neue Geschwader bildeten. Konteradmiral Fritze übernahm das Kommando über den Verband und setzte am selben Tag seine Flagge auf der Hildebrand. Chef des Stabes war Korvettenkapitän Otto Wurmbach. Da die Hildebrand einen Werftaufenthalt durchzuführen hatte, übernahm ab dem 8. Oktober zunächst die eigentlich zum I. Geschwader gehörende Kaiser Friedrich III. und ab dem 25. Oktober der Große Kreuzer Victoria Louise die Rolle des Flaggschiffs. Am 31. Oktober stand die Hildebrand wieder für diesen Dienst zur Verfügung. Ab dem 23. November unternahm das Schiff gemeinsam mit der Flotte eine Übungsreise in die östliche Ostsee. Ab dem 1. Dezember folgte eine Fahrt in das Skagerrak, während der Frederikshavn angelaufen wurde.
Im Mai 1904 erfolgten Übungen der Flotte in der Nordsee. Während der Kieler Woche war die Flotte in Kiel versammelt und wurde durch den britischen König Eduard VII. besichtigt. Am 6. Juli lief die aktive Schlachtflotte zu ihrer Sommerreise aus. Zunächst wurden gemeinsame Übungen in der Deutschen Bucht durchgeführt, bevor sich die Flotte vor Borkum trennte. Während das II. Geschwader, die Torpedoboote und die Friedrich Carl weitere Übungen durchführten, liefen das I. Geschwader und die Aufklärungsschiffe Plymouth für einen Besuch an. Am 14. Juli trafen sich das II. Geschwader, die Torpedoboote und die Aufklärungsschiffe in Den Helder. Ein ursprünglich geplanter Besuch der deutschen Schiffe durch Königin Wilhelmina unterblieb. Am 20. Juli wurden die niederländischen Gewässer verlassen. Entlang der englischen und schottischen Ostküste führte die Fahrt über die Shetlandinseln in die nördliche Nordsee, wo die einzelnen Verbände am 29. Juli verschiedene norwegische Häfen anliefen. Die Hildebrand besuchte dabei mit dem II. Geschwader und den Torpedobooten Bergen. Am 6. August verließ der Verband den Hafen wieder und traf mit der gesamten Flotte am 12. August wieder in Kiel ein.
Auch während der am 29. August in der Ostsee beginnenden Herbstmanöver diente die Hildebrand weiter als Flaggschiff. Während der Manöver fand am 6. September eine Parade vor Wilhelm II. vor Helgoland statt. Auch wurden gemeinsam mit dem IX. Armeekorps Landungsmanöver durchgeführt. Die Herbstmanöver endeten am 15. September. Zwei Tage später übernahm die Kaiser Friedrich III. die Funktion des Geschwaderflaggschiffs. Die Hildebrand schied, ebenso wie die anderen Küstenpanzerschiffe, aus dem II. Geschwader aus. Das Schiff lief nach Danzig und wurde dort am 23. September außer Dienst gestellt. Für die nächsten Jahre gehörte es zur I. Reserve der Reserve-Division der Ostsee.
Eine letzte Aktivierung der Hildebrand in Friedenszeiten erfolgte für die Herbstmanöver 1909. Für diese wurden alle Reserveschiffe in Dienst gestellt und zu einer Reserve-Flotte unter Vizeadmiral Hugo Zeye zusammengefasst, dessen Flaggschiff Schwaben wurde. Die acht Einheiten der Siegfried-Klasse bildeten am 22. Juli das III. Geschwader unter dem am 5. September zum Vizeadmiral beförderten Hugo Pohl, dessen Flaggschiff die Hildebrand wurde. Die Manöver, die in der Ostsee stattfanden und während denen auch Landungsübungen vor Apenrade durchgeführt wurden, begannen am 16. August. Noch vor dem Ende der Herbstmanöver schied das III. Geschwader am 6. September aus der Flotte aus und lief nach Danzig, wo es am 15. September aufgelöst wurde. Am selben Tag erfolgte auch die Außerdienststellung der Hildebrand.

### Erster Weltkrieg

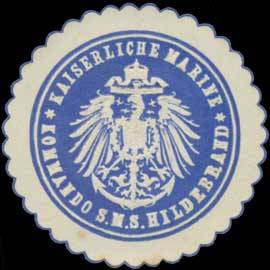
Siegelmarke der Hildebrand

Bei Ausbruch des Ersten Weltkriegs wurden die Küstenpanzerschiffe reaktiviert und als VI. Geschwader unter Konteradmiral Richard Eckermann zusammengefasst. Zweiter Admiral war bis zum 22. August 1914 Konteradmiral Ehler Behring, der dann als „Detachierter Admiral“ in die östliche Ostsee versetzt wurde. Die Stelle des Zweiten Admirals wurde nicht neu besetzt. Die Hildebrand wurde am 12. August in Dienst gestellt und diente wieder als Geschwaderflaggschiff. Der Verband lief am 21. August nach Kiel, wo Übungen durchgeführt wurden. Zum 1. September übernahm Kapitän zur See Herwarth Schmidt von Schwind die Geschäfte des Geschwaderchefs, nachdem Konteradmiral Behring die Nachfolge von Kapitän zur See Ernst von Mann als Chef des Stabes der Hochseeflotte angetreten hatte.
Mitte September erfolgte die Verlegung des Geschwaders in die Deutsche Bucht. Dort übernahmen die Schiffe den Küstenschutz und wurden auf die Mündungsgewässer von Elbe, Weser, Jade und Ems aufgeteilt. Am 28. September hatte die Hildebrand die vor Voslapp festgekommene Hagen freizuschleppen. Während der Unternehmung der I. und II. Aufklärungsgruppe gegen die englische Ostküste am 2. und 3. November lag das Geschwader auf der Außenjade in Bereitschaft. Am 16. November wurde der Verband aus der Hochseeflotte ausgegliedert und der Marinestation der Nordsee unterstellt. Das Geschwader war weiterhin im Küstenschutz und Vorpostendienst in der Deutschen Bucht tätig und stand der Hochseeflotte auf Anforderung zur Verfügung.
Beim Versuch, das Flugzeugmutterschiff Answald abzuschleppen, geriet die Hildebrand am 9. Dezember auf der Jade fest. Am Folgetag konnten beide Schiffe durch Werftschlepper freigeschleppt werden. Jedoch hatte die Hildebrand erhebliche Schäden an der Außenhaut und dem Innenboden erlitten und musste daher am 12. Dezember die Kaiserliche Werft Wilhelmshaven zur Reparatur aufsuchen. Der am 19. September zum Konteradmiral beförderte Geschwaderchef wechselte einen Tag später auf die Ägir, die bis zur Auflösung des Geschwaders die Rolle des Flaggschiffs einnahm. Die Hildebrand konnte die Werft am 6. April 1915 wieder verlassen und wurde zunächst auf der Jade, später auf der Elbe eingesetzt. Mit der am 31. August erfolgten Auflösung des Geschwaders wurde das Schiff der Hafenflottille der Elbe zugeteilt. Aufgrund des Personalmangels in der Kaiserlichen Marine wurde die inzwischen vollkommen veraltete Hildebrand am 9. Januar 1916 aus der Hafenflottille entlassen und lief über Kiel nach Danzig. Dort erfolgte am 16. Januar die endgültige Außerdienststellung des Schiffs.

## Verbleib

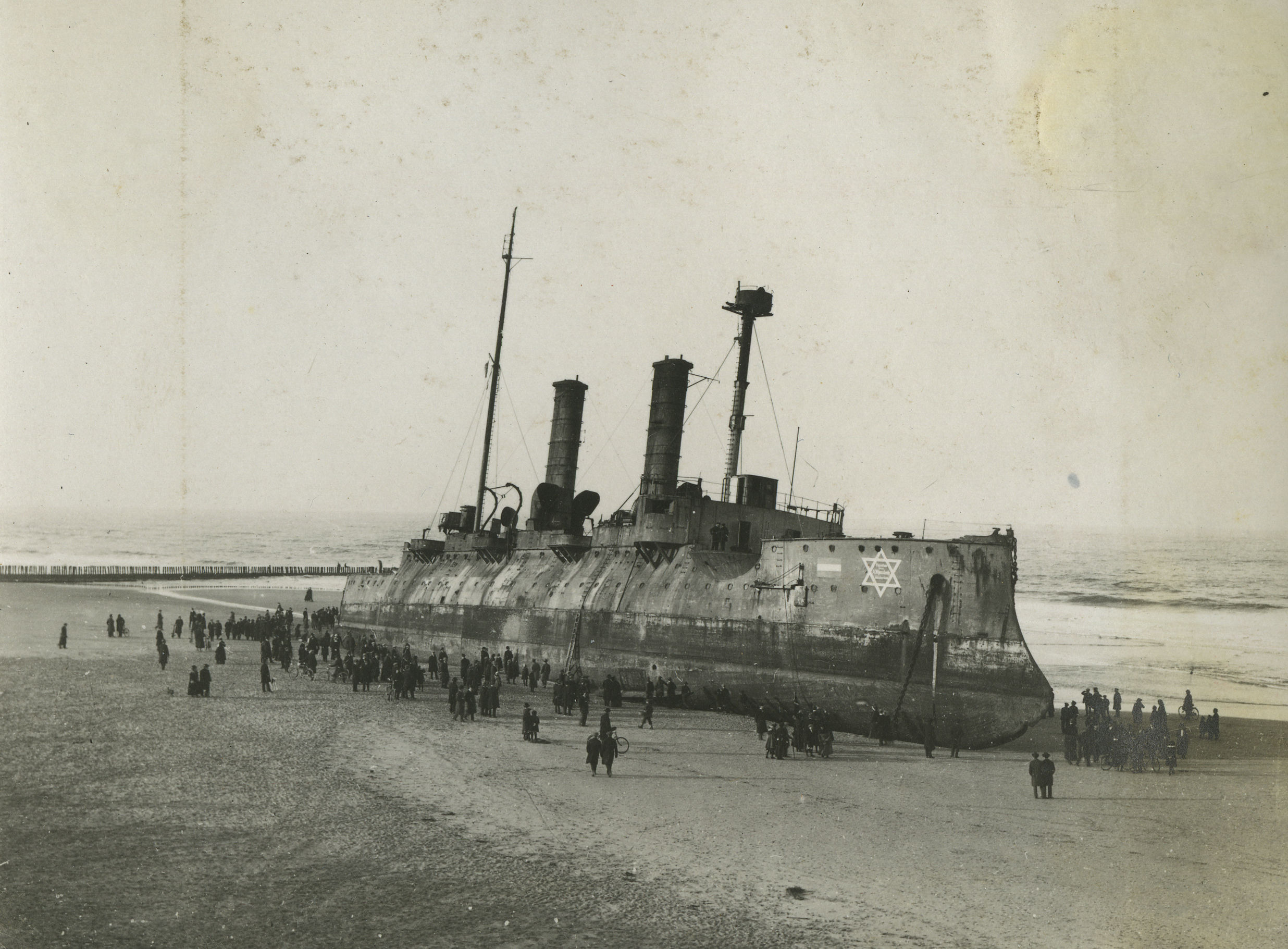
Die gestrandete Hildebrand

Nach der Desarmierung wurde die Hildebrand als Wohnschiff in zunächst nach Libau, später nach Windau geschleppt. Dort verblieb das Schiff bis Anfang 1919. Am 17. Juni 1919 erfolgte die Streichung aus der Liste der Kriegsschiffe. Die Hildebrand wurde anschließend zum Abwracken in die Niederlande verkauft. Während der Überführungsfahrt strandete das Schiff am 21. Dezember in einem Sturm vor Scheveningen. Die sechs Mann der Überführungsmannschaft konnten gerettet, das Schiff musste aber aufgegeben werden. Das Wrack der Hildebrand wurde 1933 gesprengt.
Als Ersatz für die Hildebrand war das 1911 vom Stapel gelaufene Großlinienschiff Kaiser gebaut worden.

## Kommandanten
| 28. Oktober 1893 bis 6. April 1894  | Korvettenkapitän Max Ehrlich                                                                                  |
| 1. August bis September 1894        | Korvettenkapitän Hermann da Fonseca-Wollheim                                                                  |
| September 1894 bis Juli 1895        | Korvettenkapitän / Kapitän zur See Hans Oelrichs                                                              |
| August bis 27. September 1895       | Korvettenkapitän Georg Alexander Müller                                                                       |
| 1. August bis 22. September 1896    | Korvettenkapitän August von Dassel                                                                            |
| 3. August bis 30. September 1897    | Korvettenkapitän Georg Janke                                                                                  |
| 26. Juli bis 22. September 1899     | Korvettenkapitän Eduard von Pustau                                                                            |
| 26. März bis 2. Oktober 1900        | Korvettenkapitän / Fregattenkapitän Hermann Lilie                                                             |
| 1. Juli bis September 1902          | Korvettenkapitän Job von Witzleben                                                                            |
| September 1902 bis Mai 1903         | Korvettenkapitän / Fregattenkapitän Wilhelm Becker                                                            |
| Mai bis Juli 1903                   | Korvettenkapitän Paul Schlieper                                                                               |
| Juli bis Oktober 1903               | Korvettenkapitän Wilhelm Becker                                                                               |
| Oktober 1903 bis 23. September 1904 | Korvettenkapitän Christian Schütz                                                                             |
| 22. Juli bis 15. September 1909     | Korvettenkapitän Reinhold Fischer                                                                             |
| 12. August bis Dezember 1914        | Korvettenkapitän Georg Hoffmann                                                                               |
| Dezember 1914 bis Februar 1915      | Kapitänleutnant Michael von Freudenreich, als Artillerieoffizier mit der Wahrnehmung der Geschäfte beauftragt |
| Februar bis April 1915              | Fregattenkapitän Wilhelm Bunnemann                                                                            |
| April bis August 1915               | Fregattenkapitän Ernst Mysing                                                                                 |
| August 1915 bis Januar 1916         | Fregattenkapitän Erich Graf von Zeppelin                                                                      |
| Januar 1916                         | Kapitänleutnant Werner von Chappuis                                                                           |